# Netelia clypeata
Netelia clypeata là một loài tò vò trong họ Ichneumonidae.